# Lista președinților Statelor Unite ale Americii după al doilea prenume
- Această pagină este o listă a președinților Statelor Unite ale Americii după al doilea prenume - (în engleză middle name).

## Lista, în ordine alfabetică
1. Abram: James Abram Garfield
2. Alan: Chester Alan Arthur
3. Baines: Lyndon Baines Johnson
4. Birchard: Rutherford Birchard Hayes
5. Calvin: John Calvin Coolidge, Jr.
6. Clark: Herbert Clark Hoover
7. David: Dwight David Eisenhower
8. Delano: Franklin Delano Roosevelt
9. Earl: James Earl Carter
10. Fitzgerald: John Fitzgerald Kennedy
11. Gamaliel: Warren Gamaliel Harding
12. Grover: Stephen Grover Cleveland
13. Herbert Walker: George Herbert Walker Bush
14. Henry: William Henry Harrison
15. Howard: William Howard Taft
16. Hussein: Barack Hussein Obama
17. Jefferson: William Jefferson Clinton
18. John: Donald John Trump
19. Knox: James Knox Polk
20. Milhous: Richard Milhous Nixon
21. Quincy: John Quincy Adams
22. Robinette: Joseph Robinette Biden
23. Rudolph: Gerald Rudolph Ford, Jr.
24. S: Harry S. Truman
25. Simpson: Ulysses Simpson Grant
26. Walker: George Walker Bush
27. Wilson: Ronald Wilson Reagan
28. Woodrow: Thomas Woodrow Wilson

## Președinți fără un al doilea prenume
- Abraham Lincoln
- Andrew Jackson
- Andrew Johnson
- Benjamin Harrison
- Franklin Pierce
- George Washington
- James Buchanan
- James Madison
- James Monroe
- John Adams
- John Tyler
- Martin Van Buren
- Millard Fillmore
- Theodore Roosevelt
- Thomas Jefferson
- William McKinley
- Zachary Taylor